# Cantone di Guayaquil
Il Cantone di Guayaquil è un cantone dell'Ecuador che si trova nella Provincia del Guayas.
Il capoluogo del cantone è Guayaquil.

## Suddivisione
Il cantone è suddiviso in 19 Parrocchie (Parroquias):
- Parrocchie urbane: Ayacucho, Bolivar (Sagario), Carbo (Concepcion), Febres Cordero, Garcia Moreno, Letamendi, Nueve de Octubre, Olmedo (San Alejo), Roca, Rocafuerte, Sucre, Tarqui, Urdaneta, Ximena
- Parrocchie rurali: Juan Gomez Rendon (Progreso), Morro, Posorja, Puna, Tenguel